# Lesinka
Lesinka (deutsch Harlas) ist ein Ortsteil der Gemeinde Třebeň (Trebendorf) im tschechischen Okres Cheb (Bezirk Eger). 

## Lage

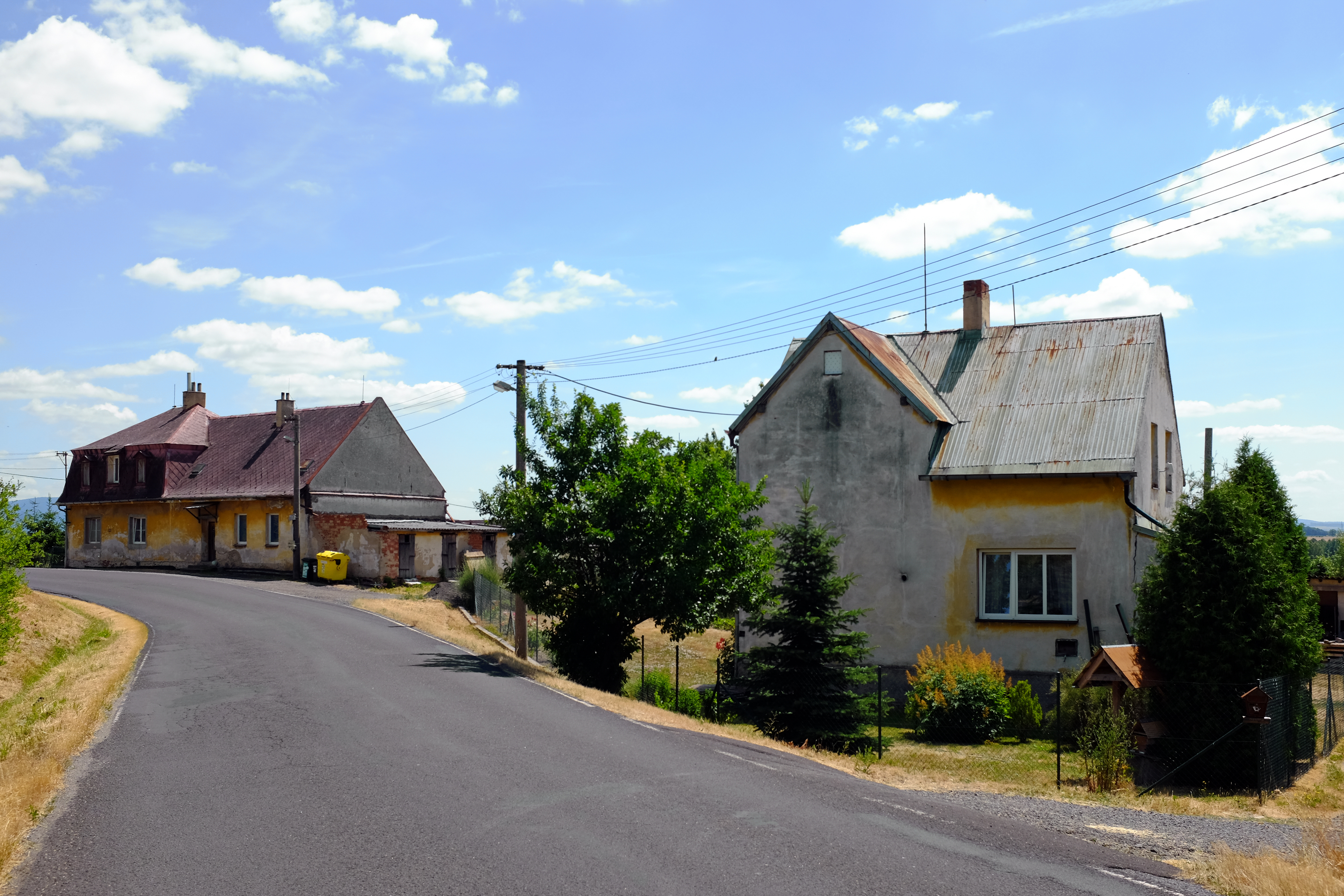
Blick in die Ortslage

Lesinka liegt an der Straße, die von Franzensbad über Třebeň nach Osten Richtung Hněvín (dt. Knöba) und Nebanice (dt. Nebanitz) führt. Die Eger liegt rund einen Kilometer südlich; der Ort selbst liegt an einem kleinen Nebenfluss. Die gleichnamige Gemarkung Lesinka umfasst eine Fläche von rund 2,39 km². Vom Ort aus führt zudem eine Straße nach Doubí (dt. Aag).

## Geschichte
Erstmals erwähnt wurde der egerländische Ort 1322. Zuletzt lebten 2011 22 Personen im Ort, davon zwei unter 14-jährige und eine Person älter als 64.
| Jahr      | 1869 | 1880 | 1890 | 1900 | 1910 | 1921 | 1930 | 1950 | 1961 | 1970 | 1980 | 1991 | 2001 | 2011 |
| --------- | ---- | ---- | ---- | ---- | ---- | ---- | ---- | ---- | ---- | ---- | ---- | ---- | ---- | ---- |
| Einwohner | 51   | 93   | 55   | 53   | 46   | 34   | 52   | 9    | 26   | 28   | 39   | 36   | 20   | 22   |
| Häuser    | 5    | 7    | 7    | 6    | 6    | 6    | 7    | 4    | –    | 5    | 11   | 14   | 3    | 4    |

## Belege
1. ↑  STATISTICKÝ LEXIKON OBCÍ ČESKÉ REPUBLIKY 2013 Podle správního rozdělení k 1.1. 2013 a výsledků sčítání lidu, domů a bytů k 26. březnu 2011 Zpracoval Český statistický úřad ve spolupráci s Ministerstvem vnitra ČR. 1. Januar 2013, S. 269, abgerufen am 19. März 2024 (tschechisch).
2. ↑  https://www.czso.cz/documents/10180/20537734/130084150411.pdf/